# Danh sách sân bay Hàn Quốc
Đây là danh sách các sân bay hàn quốc
| Vị trí                                | ICAO | IATA | Tên sân bay                 |
| ------------------------------------- | ---- | ---- | --------------------------- |
| Sân bay dân dụng                      |      |      |                             |
| Seoul/Incheon                         | RKSI | ICN  | Sân bay Quốc tế Incheon     |
| Seoul/Gimpo                           | RKSS | GMP  | Sân bay Quốc tế Gimpo       |
| Jeju                                  | RKPC | CJU  | Sân bay Quốc tế Jeju        |
| Muan                                  | RKJB | MWX  | Sân bay Quốc tế Muan        |
| Ulsan                                 | RKPU | USN  | Sân bay Ulsan               |
| Yangyang                              | RKNY | YNY  | Sân bay Quốc tế Yangyang    |
| Yeosu                                 | RKJY | RSU  | Sân bay Yeosu               |
| Căn cứ không quân dân dụng            |      |      |                             |
| Busan                                 | RKPK | PUS  | Sân bay Quốc tế Gimhae      |
| Cheongju                              | RKTU | CJJ  | Sân bay Quốc tế Cheongju    |
| Daegu                                 | RKTN | TAE  | Sân bay Quốc tế Daegu       |
| Gunsan                                | RKJK | KUV  | Sân bay Gunsan              |
| Gwangju                               | RKJJ | KWJ  | Sân bay Gwangju             |
| Pohang                                | RKTH | KPO  | Sân bay Pohang Gyeongju     |
| Sacheon                               | RKPS | HIN  | Sân bay Sacheon             |
| Wonju/Hoengseong                      | RKNW | WJU  | Sân bay Wonju               |
| Sân bay quân sự                       |      |      |                             |
| Seoul/Seongnam                        | RKSM | SSN  | Căn cứ không quân Seoul     |
| Căn cứ không quân                     |      |      |                             |
| Foxmouse                              |      |      | Căn cứ không quân Foxmouse  |
| Jungwon                               | RKTI |      | Căn cứ không quân Jungwon   |
| Gangneung                             | RKNN | KAG  | Căn cứ không quân Gangneung |
| Osan                                  | RKSO | OSN  | Căn cứ không quân Osan      |
| Jeonju                                | RKJU | CHN  | Sân bay Jeonju              |
| Jinhae                                | RKPE | CHF  | Sân bay Jinhae              |
| Mokpo                                 | RKJM | MPK  | Sân bay Mokpo               |
| Cheongju/Học viện Không quân Hàn Quốc | RKTE |      | Sân bay Seongmu             |
| Seosan                                | RKTP | HMY  | Căn cứ không quân Seosan    |
| Sokcho                                | RKND | SHO  | Sân bay Sokcho              |
| Yecheon                               | RKTY | YEC  | Sân bay Yecheon             |
| Suwon                                 | RKSW | SWU  | Căn cứ không quân Suwon     |
| Jeju/Seogwipo                         | RKPD | JDG  | Sân bay Jeongseok           |